# الأمم الأسيرة
"الدول الأسيرة" مصطلح ظهر في الولايات المتحدة لوصف الدول الخاضعة لأنظمة "غير ديمقراطية". خلال الحرب الباردة، عندما ظهر المصطلح، كان يشير إلى الدول الخاضعة للإدارة الشيوعية، وخاصةً الحكم السوفيتي.
وكجزء من استراتيجية الولايات المتحدة في الحرب الباردة، تأسست مجموعة مناصرة مناهضة للشيوعية، وهي اللجنة الوطنية للأمم الأسيرة، في عام 1959 بموجب قانون صادر عن الكونجرس (القانون العام رقم 86-90) للرئيس دوايت أيزنهاور. لعب الاقتصادي والدبلوماسي الأمريكي ذو الأصول الأوكرانية ليف دوبريانسكي دورًا محوريًا في ذلك.  كما مارس الفرع الأمريكي لتكتل الأمم المناهضة للبلشفية ضغوطًا لصالح مشروع القانون. 
كما أقرّ القانون أسبوع الأمم الأسيرة، الذي يُحتفل به تقليديًا في الأسبوع الثالث من شهر يوليو منذ ذلك الحين. وكان الهدف من هذه الخطوة رفع مستوى الوعي العام بمشاكل الدول الخاضعة لسيطرة الحكومات الشيوعية وغيرها من الحكومات غير الديمقراطية.
أشار القانون العام الأصلي 86-90 على وجه التحديد إلى ما يلي باسم الدول الأسيرة:
- بولندا
- المجر
- ليتوانيا
- أوكرانيا
- تشيكوسلوفاكيا
- لاتفيا
- إستونيا
- روتينيا البيضاء (بيلاروسيا)
- رومانيا
- ألمانيا الشرقية
- بلغاريا
- الصين
- أرمينيا
- أذربيجان
- جورجيا
- كوريا الشمالية
- ألبانيا
- إيدل أورال
- التبت
- كوساكيا
- تركستان
- فيتنام الشمالية

## نقد
انتقد المهاجرون الروس المقيمون في الولايات المتحدة القانون العام 86-90، لأنه عند الحديث عن "الشيوعية الروسية" و"السياسات الإمبريالية لروسيا الشيوعية"، ساوى هذا القانون ضمناً بين مصطلحات "روسي" و"شيوعي" و"إمبريالي". وتحديداً، جادل مؤتمر الأمريكيين الروس بأن القانون العام 86-90 معادٍ لروسيا وليس معادٍ للشيوعية، لأن قائمة "الدول الأسيرة" لم تشمل الروس، مما يعني ضمناً أن مسؤولية الجرائم الشيوعية تقع على عاتق الروس كأمة، وليس على النظام السوفيتي وحده. ووفقاً للكاتب الروسي أندريه تسيغانكوف، فإن السبب المُقترح لذلك هو أن القانون من تصميم ليف دوبريانسكي، الذي يعتبره الأمريكيون الروس قومياً أوكرانياً.  وقد ناضل أعضاء الكونغرس لإلغاء قانون "الدول الأسيرة". 
أصدرت مجموعة من المؤرخين الأمريكيين بيانًا يفيد بأن المرسوم 86-90 كان يعتمد إلى حد كبير على معلومات مضللة، وألزم الولايات المتحدة بمساعدة "دول" عابرة مثل كوساكيا  وإيدل أورال. 
وكان من بين المعارضين للقانون 86-90 كل من جريجوري تشيبوتاريوف وستيفن تيموشينكو ونيكولاس في. رياسانوفسكي وجليب ستروف ونيكولاس تيماشيف.
في مؤتمر صحفي عام 1959، صرّح الرئيس الأمريكي أيزنهاور قائلاً: "بالطبع، لا يعترفون بوجود أي دول أسيرة. لديهم دعاياتهم الخاصة. يقدمون لشعوبهم، بما في ذلك العالم، صورةً نعلم أنها مشوهة وغير صحيحة." 

## الرؤية الحالية
يواصل القادة الأمريكيون تقليد الاحتفال بأسبوع الأمم الأسيرة، ويصدرون كل عام نسخة جديدة من الإعلان. لا تشير الإعلانات المعاصرة إلى دول أو ولايات محددة. وكان آخر رئيس أمريكي يُحدد قائمة بالدول ذات الأنظمة القمعية هو جورج دبليو بوش، الذي ذكر في إعلانه عام 2008 بيلاروسيا وكوريا الشمالية (في عام 1959، أُطلق على بيلاروسيا اسم روثينيا البيضاء). وصف جورج دبليو بوش قادة البلدين بأنهما "طغاة". 
عند إعلان أسبوع الأمم الأسيرة في يوليو 2009، صرح الرئيس باراك أوباما أنه على الرغم من انتهاء الحرب الباردة، فإن المخاوف التي أثارها الرئيس أيزنهاور لا تزال قائمة.
في إعلانه لعام 2022، ذكر الرئيس بايدن العديد من الدول الشيوعية رسميًا (كوبا وكوريا الشمالية والصين) وعددًا من الدول غير الشيوعية (روسيا وإيران وبيلاروسيا وسوريا وفنزويلا ونيكاراغوا) كدول أسيرة، لكنه لم يذكر دولتين شيوعيتين رسميًا، لاوس وفيتنام. 

## ملحوظات
1. ↑  من الممكن أن كوساكيا كانت تشير ليس فقط إلى أراضي الدون وقوزاق كوبان، بل إلى أراضي شمال القوقاز أيضًا..[5][6]